# 安伯勒夫人瑪格麗塔公主
瑪格麗塔公主（瑞典語：Margaretha Désirée Victoria，1934年10月31日—），瑞典公主，卡爾十六世·古斯塔夫的大姐。

## 家庭
1964年，瑪格麗塔與英國商人約翰·安伯勒結婚，兩人共有2子1女：
- 施比拉·路易絲（1965年—），與赫寧·馮·丁克勒支男爵結婚，婚後稱施比拉·馮·丁克勒支男爵夫人
- 卡爾·愛德華（1966年—）
- 詹姆斯·派翠克（1967年—）